# 陳燦堅
陳燦堅，台灣企業家，高端疫苗生物製劑股份有限公司總經理兼副董事長，持有高端股份比例3.32％，曾推動公司研發高端新冠肺炎疫苗。